# Квіткове (Бердянський район)
Квітко́ве — село в Україні, у Чернігівській селищній громаді Бердянського району Запорізької області. Населення становить 111 осіб (1 січня 2015). До 2016 орган місцевого самоврядування — Просторівська сільська рада.
Село тимчасово окуповане російськими військами 24 лютого 2022 року.

## Географія
Село Квіткове знаходиться біля витоків річки Юшанли, на відстані 3,5 км від села Просторе.

## Історія
Засноване 1820 року німцями-менонітами як село Паства — за польським діалектом хороше пасовище. 18 сімей менонітів прибуло з Прусії. Спочатку вони поселилися у верхів'ях витоку Юшанли, але після будівництва 4 будинків з причини відсутності питної води, село перенесли на 1.5 км на південь. У 1835 році на південний захід від села насаджено ліс, у якому в 1851 році росло 40436 дерев. У 1869 році в колонії було 17 повних, 2 половинних та 23 малі господарства. Заняття жителів було типовим — скотарство та землеробство. У другій половині 1880-х років у колонії в 44 дворах проживало 300 жителів, працювали сільське училище, завод по випаленню вапна, олійниці, млин, крупорушка. На початку XX століття в селі поселились перші українські сім'ї. У 1908 році в селі було 254 жителі, працювали вітрові млини, кузня, магазин, школа, сільське зерносховище. 
7 (20) листопада 1917 року, відповідно до Третього Універсалу Української Центральної Ради, увійшло до складу Української Народної Республіки.
Внаслідок більшовицького перевороту 1917 року частина жителів загинула, частина емігрувала. Розкуркуливши найкращі господарства в селі організовано колгосп «Паства». У період сталінських репресій в селі репресовано 27 осіб, практично всі вони загинули в таборах. Після закриття хутору Шевченко в село переселилися його жителі. В селі працювала початкова школа.
З початком сталінсько-гітлерівської війни все чоловіче доросле населення села репресували, майже всі вони загинули в таборах. З наближенням фронту 9 вересня 1941 року все німецьке населення села було відправлено до Сибіру. На фронтах воювало 12 жителів села, 7 з них загинуло. Після війни колгосп перейменували в ім. Крупської. За післявоєнні роки в селі збудовано багато громадських будівель та господарських споруд. Село заселялося і відбудовувалося переважно жителями з села Козиряни Кельменецького району Чернівецької області. У 1961 році Паства перейменоване в село Квіткове. У 1969 році початкову школу закрито, учнів переводять до Просторівської восьмирічки. Функціонує клуб, жителі працюють в ксп ім. Щорса.
12 червня 2020 року, відповідно до Розпорядження Кабінету Міністрів України від  № 713-р «Про визначення адміністративних центрів та затвердження територій територіальних громад Запорізької області», увійшло до складу Чернігівської селищної громади.
19 липня 2020 року після ліквідації Чернігівського району село увійшло до новоутвореного Бердянського району.

## Населення

### Мова
| українська мова | російська |
| --------------- | --------- |
| 93.06 %         | 6.36 %    |